# Довгаль, Александр Михайлович
Александр Михайлович Довгаль (27 января 1904, Дебальцево, Бахмутского уезда Екатеринославской губернии Российской империи (ныне Донецкая область) — 12 марта 1961, Харьков) — украинский советский художник, график, иллюстратор. Заслуженный деятель искусств Украинской ССР (1951).

## Биография
В 1922—1929 годах обучался в Харьковском художественном институте под руководством И. И. Падалки, А. В. Маренкова, С. М. Прохорова.
В 1925—1932 — член Ассоциации революционного искусства Украины.
В 1931—1933 — преподаватель Харьковского художественного техникума.
Член Харьковского отделения Союза художников Украины с 1938 года. Жил в доме «Слово»
Участник республиканских, всесоюзных и международных выставок с 1927 года. Персональные выставки: Харьков (1940, 1958), Киев (1958), Чугуев (Харьковской области, 1959).

## Творчество
Создал множество книжных иллюстраций, преимущественно, к научно-фантастическим произведениям, которые выходили на украинском языке в 1950-е годы. Среди работ художника — оформление книг «Прекрасные катастрофы» Юрия Смолича (1956), «Голова профессора Доуэля» Александра Беляева (1957), «В звездные миры» Василия Бережного (1958), «Туманность Андромеды» Ивана Ефремова (1960), «Генератор чудес» Юрия Долгушина, а также «Затерянный мир» и других произведений Артура Конан Дойла.
Экспрессивная романтическая графика художника второй половины 1950-х — начала 1960-х хорошо сочеталась с эмоциональным читательским восприятием классики фантастики.
Автор серии литографий «Социалистический Харьков» (1936).